# Meselson-Stahl-Versuch
Die Biologen Matthew Meselson und Franklin Stahl entwickelten den 1958 publizierten und nach ihnen benannten Meselson-Stahl-Versuch, mit dem sich nachweisen lässt, dass die Replikation der DNA semikonservativ (halb-bewahrend) ist, das Erbgut der Tochterzellen nach der Zellteilung also je zur Hälfte aus der Erbinformation der Mutterzelle besteht und zur Hälfte neu synthetisiert wird.

Die drei theoretisch möglichen Mechanismen der Replikation

Neben der semikonservativen wurden zuvor auch die Hypothesen von der konservativen und der dispersen Replikation diskutiert:
- Bei der konservativen Replikation bleibt die Mutter-DNA vollständig erhalten und die Kopien ihrer beiden Einzelstränge setzen sich zu einem neuen Doppelstrang zusammen.
- Bei der semikonservativen Replikation bleibt von der Mutter-DNA in jedem Tochter-Molekül ein Einzelstrang erhalten. Der andere Einzelstrang wird neu ergänzt.
- Die disperse Replikation (auch dispersive Replikation) verläuft im Prinzip ähnlich, auch hier bleibt in jeder Tochter-DNA die Hälfte der Mutter-DNA erhalten, die andere Hälfte wird durch neue Nukleotide ersetzt. Allerdings ist der Ersetzungsmechanismus ein völlig anderer – denn die Nukleotide der Mutter-DNA wechseln sich hierbei mit den neu hinzukommenden Nukleotiden ab.

Dichtegradient nach verschiedenen Generationen

Für ihr Experiment züchteten die Forscher zunächst Bakterien auf einem Nährmedium, welches ausschließlich ein Stickstoffisotop mit einer Massenzahl von 15 enthielt. Dieses wurde dann von den Bakterien in ihre DNA integriert. Anschließend wurden Bakterien dieses Stammes auf ein Nährmedium aufgebracht, das Stickstoff mit einer Massenzahl von 14 enthielt.
Nach 20 Minuten wurden dann Bakterien der ersten Nachfolgegeneration (F1-Generation) entnommen und ihr Erbgut einer Dichtegradientenzentrifugation unterworfen. Es zeigte sich, dass die Sedimentationsebene der Bakterien-DNA genau zwischen den Referenzebenen von DNA, die ausschließlich 14- bzw. 15-u-Stickstoff enthielt, lag.
Dadurch konnte die Hypothese der konservativen Replikation ausgeschlossen werden, da sich sonst zwei Sedimentationsebenen auf Höhe der Referenzebenen hätten bilden müssen.
Um entscheiden zu können, welche der beiden übrigen Hypothesen richtig sei, wurde der Vorgang mit Individuen der F2-Generation wiederholt.
Dabei ergab sich, dass das Erbgut der Bakterien zur Hälfte in der Ebene der F1-Generation und zur Hälfte in der 14-u-Referenzebene sedimentierte. Dies entspricht genau den Vorhersagen der semikonservativen Hypothese, schließt eine disperse Replikation aber nicht vollkommen aus. Theoretisch könnten die Fragmente bei einer dispersen Replikation konserviert sein und immer neue und alte DNA-Fragmente sich (durch einen Mechanismus bedingt) abwechseln, wodurch sich die Dichte der DNA genauso verhalten würde wie in dem Experiment. Um die disperse Replikation vollkommen auszuschließen, erhitzten Meselson und Stahl die DNA der F1-Generation im Medium der Dichtengradientenzentrifuge für 30 min auf 100 °C, wodurch die doppelsträngige DNA in Einzelstränge aufgespalten wurde (Meselson und Stahl beobachteten, dass sich das Gewicht der Moleküle circa halbierte). In der Dichtegradientenzentrifugation zeigten sich nun zwei Banden, die mit den Banden erhitzter reiner N-15- bzw. N-14-DNA übereinstimmten. Dies ermöglichte den Ausschluss der dispersen Replikation.